# THE ALFEE SINGLE HISTORY VOL.IV 1991-1994
『THE ALFEE SINGLE HISTORY VOL.IV 1991-1994』（アルフィー・シングル・ヒストリー VOL.IV）は、1995年2月20日に発売されたTHE ALFEE16枚目のベスト・アルバム。

## 概要
THE ALFEEは本作発売前年1994年にデビュー20周年を迎えた。これを記念して、1979年ポニーキャニオン移籍から1994年までに発売されたシングル40枚の表題曲・カップリング曲を発売順に収録した、シングル・ヒストリー・アルバムの発売に至った。本作は、第4号アルバム。
タイトル内のグループ名表記はアルファベット表記が冠詞が付いた「THE ALFEE」となっているのに対し、片仮名表記は、冠詞が無い。
初回生産分のみ、CD判大の本作収録8枚のシングル・レコード・ジャケット・カードが付属されていた。
本作発売後、『SINGLE HISTORY』は2009年のデビュー35周年まで約15年、発売が無かった。
『SINGLE HISTORY』従前3作は、シングル・レコード若しくは8cmCDの収録曲数がそれぞれ2曲で統一の為、表題曲とカップリング曲を交互に収録する構成がされていた。
だが本作は本格的に8cmCD移行後の作品で構成された為に、以下の点で従前3作と異なる。
1. 本作収録全ての表題曲のInstrumental Versionが未収録の為、各8cmCD収録曲をそのまま本作に全収録、とはなっていない。
2. 表題曲の別ヴァージョンが2種類収録された「COMPLEX BLUE -愛だけ哀しすぎて-」と、同日発売で同一番組に使用された「冒険者たち」「エルドラド」（共にアニメ『モンタナ・ジョーンズ』の主題歌でカップリングは相互シングル表題曲の英詞ヴァージョン）が収録された関係上、DISC.2の3曲目～9曲目は各8cmCDの実際の曲順とは違い、1曲目と2曲目の様に、表題曲とカップリング曲を交互に収録、という並びになっていない。

## 収録曲
全曲　作詞・作曲：高見沢俊彦 編曲：THE ALFEE（特記以外）

### DISC.1
1. Promised Love
2. Someday
3. Believe
4. RUNNING WILD
5. Victory
6. Time Spirit
7. もう一度君に逢いたい
8. 風を追いかけて

### DISC.2
1. まだ見ぬ君への愛の詩
2. 愛こそ力 ～Power for Love～
編曲：武部聡志 with THE ALFEE
3. COMPLEX BLUE -愛だけ哀しすぎて-
4. 冒険者たち
5. エルドラド
作詞：高見沢俊彦・高橋研
6. The Adventure Begins (English Version)
訳詞：Carolyn Stevens
7. El Dorado (English Version)
作詞：高見沢俊彦・高橋研　訳詞：Carolyn Stevens
8. THEME OF ROMANCE (Complex Blue)
作曲：高見沢俊彦
9. THEME OF SOLITUDE (Guitar Solo)
作曲：高見沢俊彦

## 品番
- CT：PCTA-00210
- CD：PCCA-00636

## 再発売
デビュー35周年を記念して2009年3月18日に再発売された。